# Rubus cordatifolius
Rubus cordatifolius, grm iz roda kupina. Jedini poznati lokalitet gdje raste su Britanski Kanalski otoci, odnosno na otoku Guernsey. Endem.

## Sinonimi
- Rubus dumnoniensis var. cordatifolius W.M.Rogers ex Ridd.; J. Bot. 58: 102 (1920)
- Rubus hedycarpus microgen. leventii Sudre; Bull. Soc. Études Sci. Angers 31: 82 (1901 publ. 1902)
- Rubus incarnatus var. leventii (Sudre) Sudre; Bull. Soc. Études Sci. Angers 35: 13 (1906)
- Rubus thyrsoideus microgen. leventii (Sudre) Sudre; Rubi Eur.: 91 (1910)
- Rubus thyrsoideus subsp. leventii (Sudre) R.Keller; Mitt. Naturwiss. Ges. Winterthur 12: 68 (1918)

|  | Zajednički poslužitelj ima još gradiva o temi Rubus cordatifolius |
|  | Wikivrste imaju podatke o taksonu Rubus cordatifolius             |